# Cp

کدنویسی فرمان cp در سیستم عامل

cp (برگرفته از copy) یک فرمان در سیستم‌عامل‌های یونیکس یا شبه یونیکس است که برای ایجاد کردن یک رونوشت از یک پرونده یا یک پوشه در یک مسیر خاص به کار می‌رود. پرونده جدید می‌تواند که نام مشابه یا نامی متفاوت با پرونده اصلی داشته باشد.

## رویه
برای ایجاد یک رونوشت از یک پرونده:
```
cp
 
[
-f
]
 
[
-H
]
 
[
-i
]
 
[
-p
][
--
]
 
پرونده‌رونوشت
 
پرونده‌اصلی

```

برای ایجاد یک رونوشت در یک پوشهٔ خاص:
```
cp
 
[
-f
]
 
[
-H
]
 
[
-i
]
 
[
-p
]
 
[
-r
 
|
 
-R
]
 
[
--
]
 
پوشه‌رونوشت
 
پرونده‌اصلی

```

برای ایجاد یک رونوشت از یک پوشه (باید حتماً از سوئیچ -r یا -R استفاده شود) :
```
cp
 
[
-f
]
 
[
-H
]
 
[
-i
]
 
[
-p
]
 
[
--
]
 
{
 
-r
 
|
 
-R
 
}
 
پوشه‌رونوشت
 
پوشه‌اصلی

```

## سوئیچ‌ها
- -f (برگرفته از force)
- -P
- -i (برگرفته از interactive)
- -p (برگرفته از preserve)
- -R یا -r (برگرفته از recursive) : رونوشت گرفتن از پوشه‌ها (رونوشت گرفتن از یک پوشه با تمامی پرونده‌هایش)

برای دیدن همه آپشن‌ها و سوئیچ‌ها دستور man cp یا info cp را اجرا کنید.

## نمونه

### برای ایجاد کردن یک رونوشت در پوشهٔ کنونی
```
$
 
cp
 
filename.any
 
filename.bak

```

این دستور یک رونوشت از filename.any به نام filename.bak تهیه می‌کند. اگر که filename.bak از قبل وجود نداشته باشد. آن را ایجاد می‌کند و اگر وجود داشته باشد، دستور cp پروندهٔ قبلی را با یک رونوشت از filename.any جایگزین می‌کند.

### برای ایجاد کردن رونوشت از یک پرونده در پوشهٔ کنونی، درون یک پوشهٔ دیگر
```
$
 
cp
 
filename
 
/home/nick/foldername

```

این دستور یک رونوشت از filename درون پوشهٔ /home/nick/foldername تهیه می‌کند.

### برای ایجاد کردن رونوشت از تمامی پرونده‌های یک پوشه به یک پوشهٔ جدید
```
$
 
cp
 
/home/nick/foldername/*
 
/home/nick/foldername2/

```

این دستور یک رونوشت از تمامی پرونده‌های پوشهٔ foldername در یک پوشهٔ جدید با نام foldername2 ایجاد می‌کند.

## جستاهای وابسته
- cpio – رونوشت جدیدی از یک مجموعه پوشه تهیه می‌کند.
- link – پیوندی به یک پوشه یا یک پرونده ایجاد می‌کند.
- ln – یوندی به یک پوشه یا یک پرونده ایجاد می‌کند.
- mv – پوشه یا پرونده‌ای را جابه‌جا می‌کند.
- rm – پرونده یا پوشه‌ای را حذف می‌کند.
- unlink – دستوری که یک پوشه یا پرونده را حذف می‌کند.
- chmod – دسترسی‌های مربوط به یک پرونده یا پوشه را تغییر می دهد.
- chown – مالکیت یک پوشه یا پرونده را تغییر می‌دهد.
- chgrp – گروه یک پرونده یا یک پوشه را تغییر میدهد.
- scp – ایجاد یک رونوشت امن با استفاده از SSH .